# Holopogon crinitus
Holopogon crinitus là một loài ruồi trong họ Asilidae. Holopogon crinitus được Martin miêu tả năm 1959.